# Дубровин, Станислав Владимирович
Станисла́в Влади́мирович Дубро́вин (род. 2 сентября 1974, Ташкент) — советский и российский футболист, нападающий.

## Карьера
Футболом начал заниматься в 10 лет. Первый тренер — Владимир Дмитриевич Комарницкий.
17 июня 2001 года установил рекорд чемпионатов Латвии, забив в игре против «Сталкера/Земессардзе» семь голов.
В 2006 году перешёл из «Маккаби» Петах-Тиква во владикавказский «Спартак». По сообщению израильской газеты «Маарив», зарплата Дубровина в новом клубе составила около $250 000 в год.
В 2008 году выступал за «Урал» Екатеринбург. В декабре 2008 года подписал трёхлетний контракт с клубом «Жемчужина-Сочи».

## Достижения

### Командные
- Финалист Кубка Латвии: 2001
- Обладатель Кубка израильской лиги: 2003/04

### Личные
- Лучший бомбардир второй зоны третьей лиги: 1996 (32 мяча)
- Лучший бомбардир зоны «Юг» второго дивизиона: 2006 (28 мячей)